# Digital Freejazz
Digital Freejazz – debiutancki album polskiego zespołu jazowego Pulsarus.

## Spis utworów
1. "Mental Harem"
2. "The Great Escape (a. Awake b. Cold forest c. Running and fighting d. Unknown Land e. Running and fighting again f. Resolution)"
3. "Death Penalty"
4. "Comet Tempel I"
5. "ElectroSpaceBob (Cyborg explosive nucleon-chip love)"
6. "Autumn Algorithm"
7. Snowflake/Comet Tempel I back

## Twórcy
- Dominik Strycharski – zelektronizowane flety proste, wokal, leader
- Piotr Rachoń – fortepian elektryczny
- Jakub Rutkowski – bębny akustyczne i elektroniczne.

Muzyka, aranżacje: Dominik Strychalski
Współpraca: Piotr Rachoń, Jakub Rutkowski
Nagranie: Wiśniowy Sad Club (Tarnowskie Góry), Jazz Club 4Art (Gliwice), sala prób (Będzin).
- Realizacja dźwięku: Michał "Bruelsound" Rosicki
- Miks i mastering: Michał "Bruelsound" Rosicki, MaQ Records Studio